# 鴯鶓戰爭

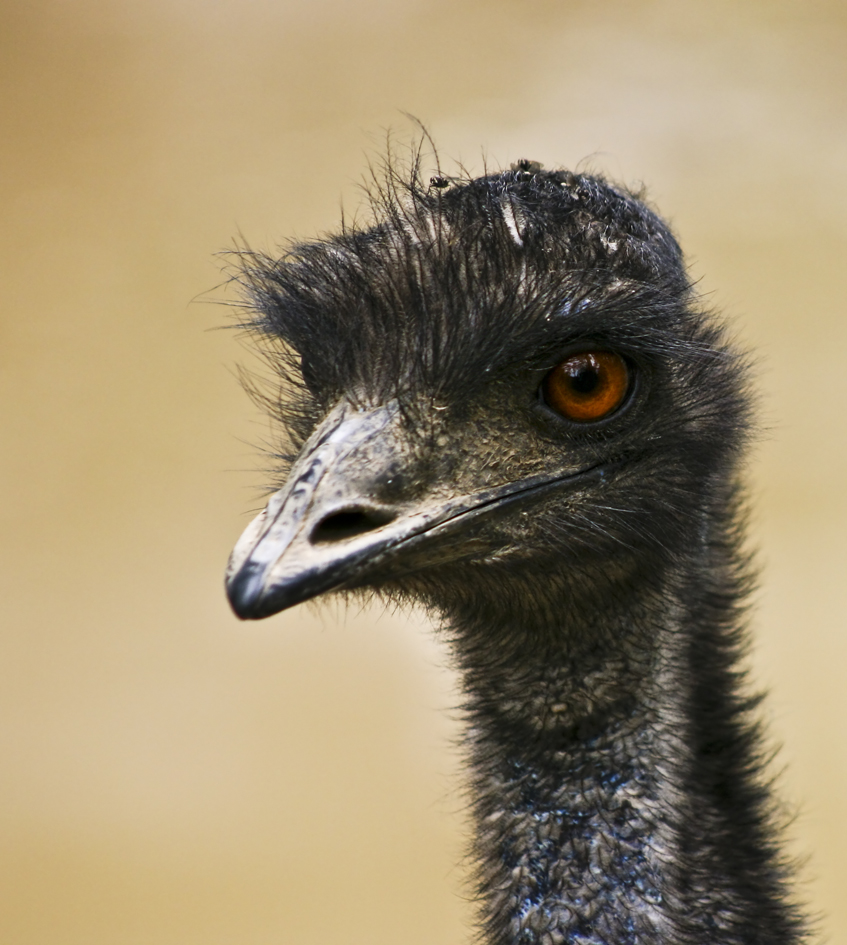
引發戰爭的澳洲特有鳥類鴯鶓，又稱「澳洲鴕鳥」

鴯鶓戰爭（英語：Emu War），又稱大鴯鶓戰爭（Great Emu War），指1932年下半年，澳大利亞軍隊於西澳大利亞州對鴯鶓實施的剿滅行動。1932年，西澳農民向軍方控訴當地的鳥類鴯鶓數量過多，牠們四處遊蕩，導致了當地的食物與淡水資源匱乏。為了遏制鴯鶓數量的增長，澳大利亞軍方派出了配備機槍的士兵，對鴯鶓進行大規模剿滅行動，後世稱作「鴯鶓戰爭」。

## 背景
第一次世界大戰之後，大量的澳大利亞退役軍人與英軍老兵來到了西澳大利亞州，以農業為生，他們往往遷移到農業區的邊界。在1929年的大蕭條中，政府鼓勵他們大量種植小麥，並承諾將提供補貼，但未能兌現。儘管有建議和承諾的補貼，小麥的價格依舊持續下跌。到了1932年10月，小麥收穫的季節到來時，農民揚言將拒絕收割小麥。
多達兩萬隻鴯鶓让问题雪上加霜。鴯鶓在孵化期後經常遷徙，從內陸地區來到沿海一帶生活。牠們發現西澳大利亞州農民整理後的耕地和為牲畜提供的水源，是不錯的棲息地，因此侵入了農民的領地——在Campion和Walgoolan交界之處的耕地尤為嚴重。鴯鶓吞食小麥並毀壞麥田，在圍欄上弄出许多缺口，野兔自由從縫隙進入麥田，留下了諸多隱患。
農民向政府反映鳥類肆虐農田一事，一個由退伍軍人組成的代表團向國防部長喬治·皮爾斯爵士轉達了農民的意見。經歷過一戰的老兵們很瞭解機槍，向政府提出了配備機槍的請求。皮爾斯欣然同意，並提出了一些附加的條件：機槍須由澳軍士兵使用；行軍的費用由西澳大利亞州政府撥付；農民必須提供食物和住宿，以及彈藥的費用。皮爾斯同時也贊同農民們將鴯鶓當作練槍靶子的觀點。這引起了一些爭議，一些政府官員認為這是幫助西澳大利亞州農民的行為，最終美國福斯電影公司的一位攝影監督也加入了這一行列之中。

## 「戰爭」經過

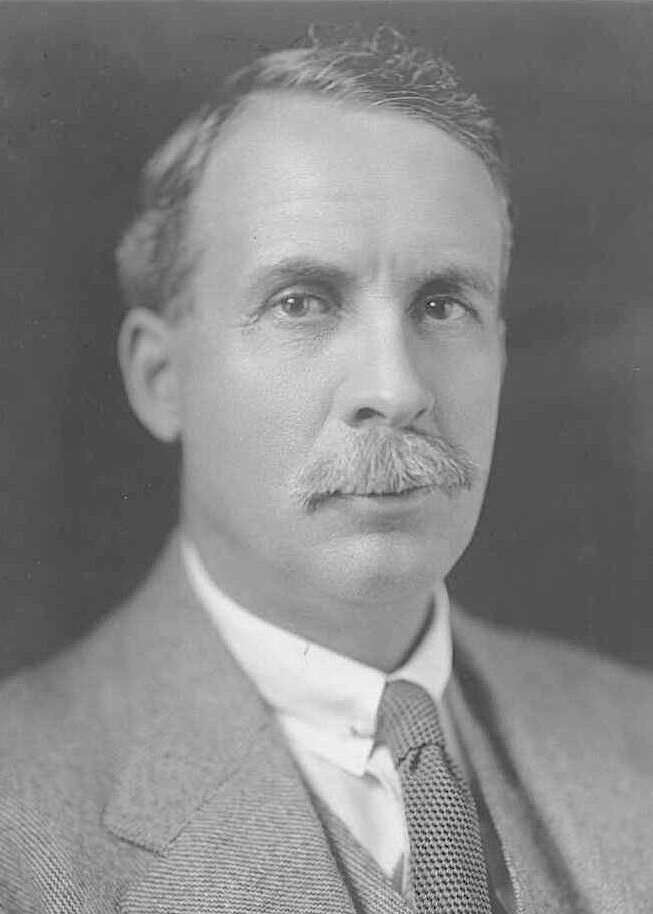
下達勦滅鴯鶓命令的喬治·皮爾斯爵士。此人後來在參議院中被參議員詹姆士·杜恩（James Dunn）謔稱為「鴯鶓戰爭部長」。

1932年，澳洲軍隊介入了這次戰爭，指揮官為澳洲皇家炮兵團第七炮兵連的G·P·W·馬里帝茲（G.P.W.Meredith）少校。在少校的指揮下，兩名士兵配備了兩挺路易士機槍和一萬發子彈。由於一段時期的下雨，根據當地居民建議，這次行動被耽擱，然而鴯鶓的分布範圍卻更加廣泛。直到1932年的11月2日才正式開始。根據報導，軍方已與當地農民簽下了訂單，軍方將提供100隻鴯鶓的皮給農民，並由農民將它們製成帽子提供給澳洲輕騎兵。

### 第一次行動
11月2日，一個來到Campion的人看見了大約50隻鴯鶓。由於這些鴯鶓在射程之外，當地人試圖將鴯鶓引入埋伏圈中，鴯鶓們卻四散跑走，人們難以瞄準進行射擊。不過，雖然第一輪掃射在射程之外而沒有達到目的，第二輪開火則殺死了一些鴯鶓。當天稍晚又遇到了一小群鴯鶓，「可能殺死了十二隻左右的鴯鶓」。
緊接著的重大的行動發生於11月4日。馬里帝茲在當地的一個水壩附近設下埋伏，超過1000隻鴯鶓被引進了埋伏圈。這次射擊手們等到鴯鶓走近時才對它們開火。僅僅殺死了十二隻鴯鶓之後，槍支熄火了。倖存的鴯鶓四散跑走，這天並未發現其他鴯鶓。
在接下來的幾天裡，馬里帝茲將行動轉移到更遠的南方，那裡的鴯鶓「據說相當馴服」。 然而，儘管他相當努力，其戰鬥成果卻十分有限。在一段時間裡，馬里帝茲甚至將路易士機槍安裝在一輛卡車上，可惜這方法還是沒用，卡車的速度無法追上鴯鶓，而且搖晃的卡車使射手無法精準命中。11月8日，也就是第一次行動開始後的第六天，軍方已經耗費了2500發子彈。被殺死的鴯鶓數量不詳，一項統計資料聲稱僅殺死50隻，而其他的資料則稱為200隻至500隻左右——後者的資料由定居者提供。另外馬里帝茲的官方宣稱軍方沒有任何傷亡。
鳥類學家Dominic Serventy對這次行動作了總結：
|  | 射擊手們向大量鴯鶓開火的夢想是十分荒唐的。鴯鶓的首領實行了遊擊戰術，笨重的鴯鶓們立即四散成為無數個小群，導致了軍方白白耗費了大量裝備。因此在大約一個月後，一支垂頭喪氣的部隊退出了作戰地。 |

11月8日，澳洲眾議院的議員對這次行動進行了討論。當地媒體報導僅僅只有極少數鴯鶓死亡，皮爾斯於同日將軍隊和槍支撤出戰場。

### 第二次行動
在澳軍撤軍之後，鴯鶓繼續襲擊麥田。農民們再次要求政府的干涉，並援引了酷熱天氣與乾旱導致成千上萬隻鴯鶓入侵的話。西澳大利亞州州長詹姆士·米歇爾（James Mitchell）強烈支持讓軍隊重返戰場。另外，一位基地的指揮官宣稱在初次行動中共殺死了300隻鴯鶓。
作為對該基地指揮官的回應，國防部長批准了軍隊重返戰場並再次行動。他在參議院為自己的決定進行辯護，解釋軍隊有能力為由大量鴯鶓引起的農業威脅而戰鬥。雖然軍方對西澳大利亞州政府抱有希望，同意將槍支借給西澳大利亞州政府，馬里帝茲再次表示該州缺乏富有經驗的射擊手。
當1932年11月13日軍隊來到戰場時，軍隊在最初兩天戰績不錯，大約殺死了40隻鴯鶓。第三天（11月15日）的戰績卻明顯比前兩天差。至12月2日為止，軍方每週共用機關槍殺死約100隻鴯鶓。馬里帝茲於12月10日回顧了這次行動，在他的報告中宣稱軍方使用了9860發子彈，共殺死了鴯鶓986隻；大約每十發子彈殺死一隻鴯鶓。此外，馬里帝茲宣稱2500隻鴯鶓在被子彈打傷之後死亡。

## 後果
西澳大利亞州農民不顧撲殺鴯鶓引發的問題，於1934年、1943年、1948年多次要求政府實行軍事援助，但被政府拒絕了。相反地，1923年頒佈的賞金制度卻被延續了下來。事實證明了其功效：在1934年的六個月中，政府頒發了57034份獎金。

## 腳註
1. ↑  Shuttlesworth, Dorothy Edwards. . University of Michigan Press. 1967: 69.
2. 1 2 3 4 5 6 7 8 9 10 11 12 13 14 15  Johnson, Murray. . Journal of Australian Studies. 2006, (88): 147–157. ISSN 1444-3058.
3. ↑  Gill, Frank B.  3rd. Macmillan. 2007: xxvi  [2010-09-19]. ISBN 9780716749837. （原始内容存档于2020-10-23）.
4. 1 2 3 4  . The Argus. 1932-11-19: 22  [2010-09-19]. （原始内容存档于2009-10-27）.
5. 1 2 3 4  . The Argus. 1932-10-18: 7  [2010-09-19]. （原始内容存档于2009-10-27）.
6. 1 2 3 4 5 6 7 8 9  Robin, Libby; Joseph, Leo; Heinshohn, Rob. . CSIRO Publishing. 2009: 256  [2010-09-19]. ISBN 064309606X. ISBN 9780643096066. （原始内容存档于2020-10-09）.
7. ↑  . The Canberra Times (Canberra, Australian Capital Territory). 1932-11-19  [2010-01-10]. （原始内容存档于2018-12-25）.
8. ↑  Arthur, Jay Mary. . UNSW Press. 2003: 123–124  [2010-09-19]. ISBN 0868405426. ISBN 9780868405421. （原始内容存档于2020-10-12）.
9. ↑  . The Argus. 1932-11-03: 2.[永久]
10. ↑  West Australian, 4 March 1932, quoted in Johnson (2006), p152
11. ↑  . Encyclopædia Britannica. 2009  [2009-08-16]. （原始内容存档于2018-12-25）.
12. ↑  . The Argus. 1932-11-05: 4  [2010-09-19]. （原始内容存档于2009-10-27）.
13. ↑  . The Argus. 1932-11-10: 8.[永久]
14. 1 2 3  . The Canberra Times. 1932-11-12: 1  [2010-09-19]. （原始内容存档于2009-12-07）.

## 外部連結
- How we lost the "Emu War" （页面存档备份，存于）
- Plants & Animals: Emu
- . The Argus. 1932-11-12  [2010-09-19]. （原始内容存档于2018-12-25）.